# Alexander oder Was ist Wahrheit
Alexander oder Was ist Wahrheit ist eine 1953 veröffentlichte Erzählung von Arno Schmidt. Sie besteht aus dem fiktiven Reisetagebuch des Aristoteles-Schülers Lampon, der 323 v. Chr. beabsichtigt, Alexander den Großen aufzusuchen.

## Handlung
Der 18-jährige Lampon reist in Begleitung seines Onkels in einem Guffa den Euphrat hinab. Von Aristoteles hat er eine Empfehlung an Alexander bei sich, der ebenfalls Aristoteles-Schüler war. Lampon schildert Land, Leute und Reiseerlebnisse. Abgesehen von der verführerischen Reisebekanntschaft Monika beziehen sich alle Beobachtungen Lampons auf Alexander. Auch handeln fast alle Gespräche, so mit gut informierten griechischen Militärangehörigen, von Alexanders früheren, gegenwärtigen und noch zu erwartenden Aktivitäten. Dadurch wird der junge „Alexanderverehrer“ zunehmend desillusioniert. In Babylon angekommen, erfährt er, dass Alexander im Sterben liegt.

## Hintergrund
Mit Enthymesis oder W.I.E.H. und Gadir oder Erkenne dich selbst gehört Alexander oder Was ist Wahrheit zu den Erzählungen Arno Schmidts, die in der Antike spielen.